# Bordeștii de Jos
Bordeștii de Jos – wieś w Rumunii, w okręgu Vrancea, w gminie Bordești. W 2011 roku liczyła 531
mieszkańców.